# Производство кокосового ореха в Таиланде

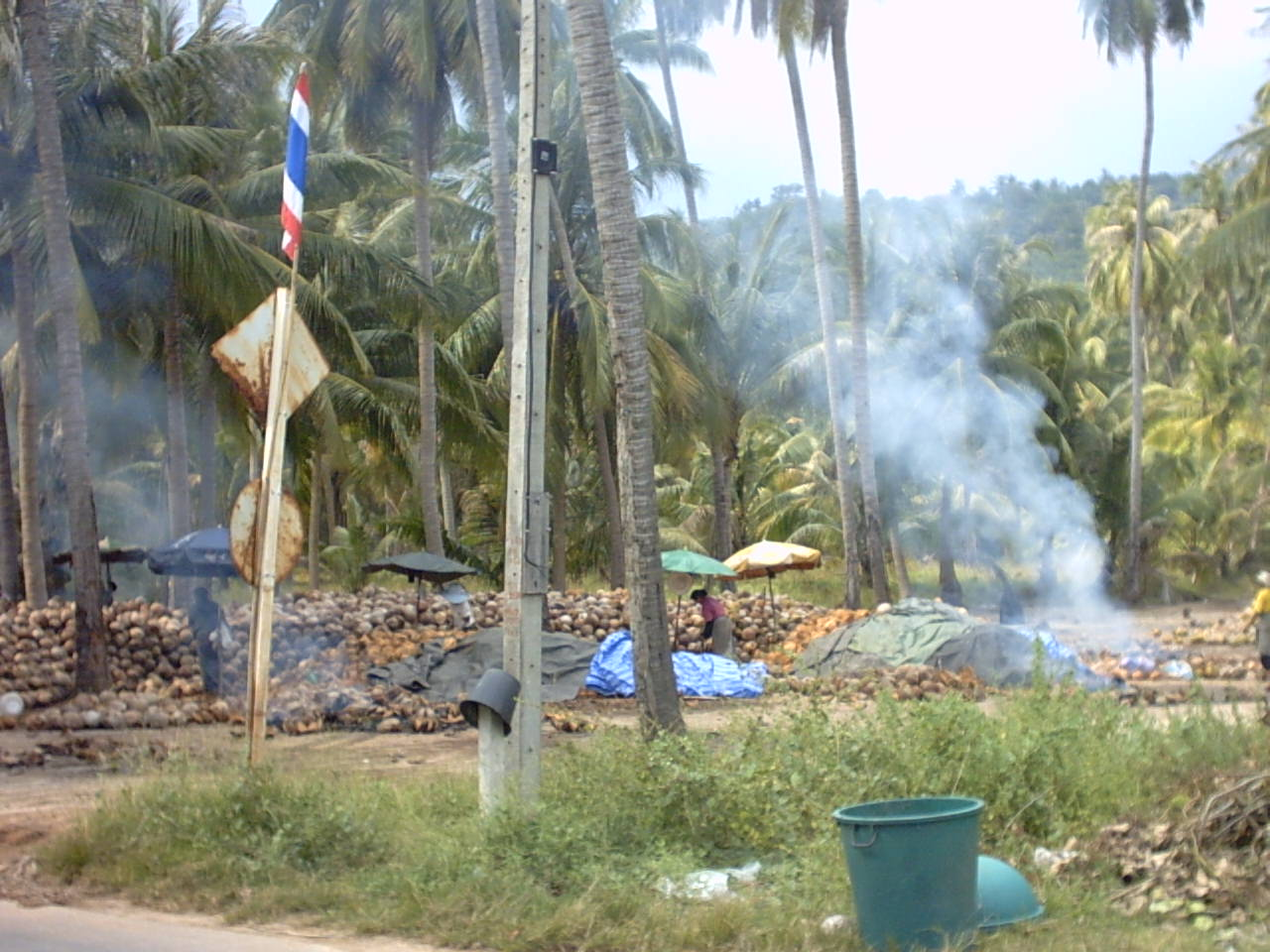
Кокосовые плантации в Таиланде

Производство кокосового ореха в Таиланде является важной отраслью экономики страны. Согласно данным, опубликованным в декабре 2009 года Продовольственной и сельскохозяйственной организацией (Food and Agriculture Organization (FAO)) Организации Объединенных Наций, Таиланд является шестым по величине производителем кокосов. В 2009 году здесь было произведено 1 721 640 тонн кокосов. В 2012 году в Таиланде с кокосовых пальм на площади в 216 000 га было собрано около 845 млн кокосов.
Важность кокосовой промышленности для экономики Таиланда подтверждается наличием в стране строгих стандартов для разных категорий кокосовых продуктов.
Из кокосовых орехов в дальнейшем производится кокосовое масло, кокосовое молоко, мякоть кокоса или копра используется в пищевой промышленности для выпечки кондитерских изделий. Кокосовая вода используется, как питательная среда в лабораторном выращивании микроорганизмов.